# Momas
Momas (okzitanisch: Monmans) ist eine französische Gemeinde des Départements Pyrénées-Atlantiques mit 612 Einwohnern (Stand: 1. Januar 2022) in der Region Nouvelle-Aquitaine. Administrativ ist sie dem Kanton Artix et Pays de Soubestre (bis 2015: Kanton Lescar) und dem Arrondissement Pau zugeteilt. Die Einwohner werden Momasiens genannt.

## Geografie
Momas liegt am Fuß der Pyrenäen, 17 Kilometer nordnordwestlich von Pau am Fluss Luy de Béarn. Umgeben wird Momas von den Nachbargemeinden Larreule im Norden und Nordwesten, Lonçon im Norden und Nordosten, Bournos im Osten und Nordosten, Aubin im Osten, Uzein im Süden und Südosten, Viellenave-d’Arthez im Südwesten sowie Mazerolles im Westen.
Durch den Süden der Gemeinde verläuft die Autoroute A65.

## Bevölkerungsentwicklung
| Jahr                      | 1936 | 1946 | 1954 | 1962 | 1968 | 1975 | 1982 | 1990 | 1999 | 2006 | 2013 |
| ------------------------- | ---- | ---- | ---- | ---- | ---- | ---- | ---- | ---- | ---- | ---- | ---- |
| Einwohner                 | 334  | 335  | 321  | 308  | 289  | 300  | 325  | 374  | 391  | 498  | 553  |
| Quelle: Cassini und INSEE |      |      |      |      |      |      |      |      |      |      |      |

## Sehenswürdigkeiten
- Schloss Momas aus dem 16./17. Jahrhundert mit Park